# Dobrinje (Tutin)
Dobrinje (cirill betűkkel Добриње) település Szerbiában, a Raškai körzet Tutini községében.

## Népesség
- 1948-ban 468 lakosa volt.
- 1953-ban 511 lakosa volt.
- 1961-ben 560 lakosa volt.
- 1971-ben 436 lakosa volt.
- 1981-ben 300 lakosa volt.
- 1991-ben 125 lakosa volt.
- 2002-ben 101 lakosa volt,[1] akik közül 97 szerb (96,03%) és 4 bosnyák (3,96%).[2]